# Colonel Delorme
Pour les articles homonymes, voir Delorme.
Le colonel Delorme , né Hippolyte Louis Maurice Delorme à Issoudun (Indre) le 5 juin 1833,, est un des neuf officiers fédérés à être fusillés dans la nuit du 29 au 30 mai 1871 dans les fossés du château de Vincennes.
Rapportées par Prosper-Olivier Lissagaray dans son Histoire de la Commune de 1871, ses dernières paroles à l'attention du Versaillais commandant le peloton d'exécution sont : « Tâtez mon pouls, voyez si j'ai peur. »
Son nom est présent sur une plaque apposée dans les fossés, aux côtés de ceux du sergent Merlet, du colonel Nicolas Faltot « et de tous les officiers, sous-officiers et soldats des bataillons fédérés de la Garde nationale occupant le fort fusillés à cette place du 29 au 30 mai 1871 [...] ». La plaque est erronée, Merlet et Faltot n'ont pas été fusillés.

## Sources